# IHI Corporation F3
L’IHI Corporation F3 (IHI étant l'abréviation d’Ishikawajima-Harima Heavy Industries, en japonais : « 石川島播磨重工業株式会社 ») est un turbofan à faible taux de dilution, développé au Japon par IHI Corporation pour l'avion d'entraînement Kawasaki T-4.
Le premier prototype, le XF3, fut fabriqué en 1981 et vola pour la première fois en juillet 1985. Depuis, environ 550 exemplaires ont été produits.

## Conception et développement

### Début du programme
Avec le soutien financier de l'Institut de Recherche et de Développement Technique du ministère de la Défense japonais, Ishikawajima-Harima débuta la conception et le développement d'un petit turbofan à la fin des années 1970, afin de proposer un moteur pour la compétition visant à fournir un moyen de propulsion au nouvel appareil d'entraînement alors en cours de développement par Kawasaki Heavy Industries. Ce moteur de développement, désigné XF3, fut confronté au moteur français Snecma-Turbomeca Larzac (celui qui équipe l'Alpha Jet, ressemblant d'ailleurs beaucoup au T-4) et fut sélectionné en 1982 pour propulser le prototype XT-4 du futur avion d'entraînement. Les premiers exemplaires de développement du moteur produisaient une poussée de 12 kN, mais les moteurs suivants, y compris celui sélectionné pour le XT-4, produisaient 16 kN de poussée.

### Production en série et problèmes techniques
Le moteur dans sa version de production reçut la désignation F3-30 (parfois également vu sous la désignation F3-IHI-30), et vola pour la première fois dans le XT-4 en 1985. Le moteur reçut sa qualification la même année et sa production en série débuta après.
Après que l'avion et son moteur entrèrent en production, il y eut plusieurs incidents dans lesquels un ou deux étages de la turbine haute-pression connurent une défaillance, forçant l'avion à effectuer des atterrissages d'urgence. Une enquête poussée révéla que la section de turbine souffrait de problèmes de résonance, menant à la casse d'une, voire de deux, pales sur les 60 que contenaient chacun des étages de turbine, forçant les appareils touchés par le problème à se poser en urgence à la base aérienne de Hamamatsu. Les pales furent ensuite modifiées et renforcées pour absorber et amortir les vibrations, puis le moteur et l'avion retournèrent au service actif en 1990.

### Évolutions
À partir de 1999, IHI commença à mettre à jour les moteurs déjà existants en les dotant d'une nouvelle turbine à haute-pression, afin d'allonger leur durée de service. Cette modification fit changer la désignation du moteur, qui devint alors F3-IHI-30B.
En 2003, IHI débuta une autre mise à jour avec une version plus évoluée du système FADEC assurant la gestion du moteur. Ce moteur fut désigné F3-IHI-30C.

### Le XF3-400
Peu de temps après avoir commencé les travaux sur le XF-3, IHI commença à développer une version plus puissante du moteur comme démonstrateur technologique pour un hypothétique chasseur supersonique. Désigné XF3-400, il fut conçu pour être une version à plus hautes performances dotée d'une postcombustion du XF3, produisant environ 34 kN de poussée. Une qualité remarquable de ce moteur était son rapport poussée/poids de 7 pour 1, plus élevé que celui de tout autre moteur de taille similaire.
Les travaux sur ce moteur débutèrent début 1986, et un moteur de démonstration fut assemblé et testé en 1987. IHI reçut formellement un contrat pour le moteur en 1992, après avoir passé les années précédentes à développer et tester le moteur en interne. La principale différence entre le XF3-400 et le F3-30 standard est l'ajout d'une postcombustion. D'autres changements concernent le compresseur et les pales de la turbine, qui ont été optimisés grâce à une modélisation 3D sur ordinateur, et une meilleure tenue aux hautes températures dans la turbine haute-pression.
Un rapport révélé en 1998 indiquait qu'un dispositif de poussée vectorielle serait aussi intégré au XF3-400.

## Caractéristiques
Le F3 est un turbofan à deux corps et à faible taux de dilution. Sur l'arbre dédié au corps basse-pression, le compresseur est doté d'une soufflante à deux étages, tandis-qu'un compresseur à cinq étages est installé sur l'arbre du corps haute-pression. Les compresseurs sont suivis par une chambre de combustion annulaire, qui alimente en gaz chauds la turbine haute-pression à un étage, et la turbine basse-pression à deux étages. Les deux corps, basse et haute-pression, relient respectivement les turbines à leurs compresseurs via des arbres de transmission concentriques. La version XF3-400 inclut un canal de postcombustion après les étages de turbine basse-pression, alors que le F3 de production n'en a pas$.
La soufflante à deux étages emploie des pales à large corde, et est utilisée par toutes les versions du moteur, y compris la version avec postcombustion,. Contrairement à la soufflante, les compresseurs à cinq étages diffèrent entre la version de base et celle dotée d'une postcombustion, cette dernière bénéficiant d'avancées technologiques comme la modélisation en 3D des écoulements dynamiques intervenant dans le moteur. Les aubes de la turbine sont en matériau monocristallin et sont refroidies par un mince filet d'air circulant à l'intérieur. Comme pour le compresseur, les turbines de la version XF3-400 à postcombustion ont bénéficié d'une modélisation en 3D avant leur fabrication. Les deux versions utilisent un FADEC pour contrôler leur fonctionnement.

## Versions
- XF3 : Désignation des exemplaires expérimentaux de ce qui allait devenir le F3-IHI-30. Plusieurs configurations différentes furent envisagées à cette étape du programme. Il produit 12 kN de poussée ;
- F3-IHI-30 : Version de production du moteur, utilisée par le Kawasaki T-4. Il produit 16 kN de poussée ;
- F3-IHI-30B : Version de production dotée d'une turbine haute-pression améliorée ;
- F3-IHI-30C : Version de production dotée d'un FADEC évolué ;
- IHI-17
- XF3-400 : Démonstrateur technologique supersonique dérivé du F3. Il est doté d'une postcombustion et d'améliorations aérodynamiques, et produit beaucoup plus de poussée que le F3 de production (34 kN).

## Applications
- Kawasaki T-4